# Exaugusto Boioanes
Exaugusto Boiοanes (en italiano Exaugusto Bugiano), hijo del famoso general y catapán bizantino Basilio Boioanes, fue también catapán bizantino de Italia, de 1041 a 1042. Sustituyó en el cargo a Miguel Dukiano, después de la caída en desgracia de este último por su derrota en Montemaggiore (cerca de Cannas) sucedida el 4 de mayo de 1041. Boioanes no dispuso de las levas y refuerzos en Italia que Dukiano había tenido bajo su mandato. Después de la derrota de Montemaggiore, Exaugusto Boioanes solamente pudo disponer del contingente de varegos con el que llegó. Por ello, en su estrategia de campaña intentó aislar a los rebeldes lombardos en Melfi, acampando cerca Montepeloso sin buscar un enfrentamiento directo. 
Para enardecer a sus soldados, antes de la batalla les exhortó:

“¡Muchachos, tened el orgullo de la virilidad, y no os permitáis tener un corazón de mujer! ¿Qué cobardía hace que siempre huyáis? Recordad a vuestros antepasados cuyo valor hizo al mundo entero someterse a ellos. Héctor, el más valiente de los hombres, cayó ante las armas de Aquiles. La furia de los micénicos redujo Troya a cenizas. La India supo de la gallardía de Filipo. Su hijo Alejandro con su valor, ¿no hizo que el más fuerte de reinos se sometiera a los griegos? Hubo un tiempo en que el Occidente y cada parte del mundo tenía miedo de nosotros. ¿Qué gente, oyendo el nombre de los griegos, se atrevió a colocarse ante ellos en el campo [de batalla]? Los pueblos, las fortalezas y las ciudades casi no podían defender a sus enemigos de su poder. ¡Sed valerosos, os lo ruego, recordad el valor de vuestros antepasados y no los deshonréis poniendo vuestra confianza en los pies [solamente]! El que se atreva a luchar como un hombre superará la fuerza del enemigo. Intentad seguir los pasos de vuestros antepasados y abandonad cualquier idea de huida. Todo el mundo debe saber que sois hombres de valor. No debéis temer a la gente franca en batalla, porque es inferior en número y en valor."

Los normandos (mercenarios de los lombardos rebeldes), sin embargo, salieron de Melfi para incursionar en el campo enemigo y acamparon en Monte Siricolo. Capturaron un convoy de ganado dirigido hacia el campo griego y forzaron la batalla. Boioanes fue derrotado y capturado el 3 de septiembre de 1041. Como simples mercenarios que eran, entregaron a Exaugusto Boioanes en Benevento al líder de los lombardos rebeldes del Catapanato, Atenulfo, hijo menor del último príncipe lombardo independiente del Principado de Benevento, Pandulfo III. Poco después, Atenulfo de Benevento aceptó un gran rescate a cambio de la liberación de Exaugusto Boioanes y se lo guardó para sí, huyendo al campo bizantino. Boioanes quedó libre, pero sustituido en el mando del Catapanato de Italia.